# Arhiva Națională a Republicii Moldova
Arhiva Națională a Republicii Moldova este o instituție de stat din Republica Moldova care păstrează documente referitoare la viața politică, economică, socială și culturală a țării din secolul al XV-lea până în prezent. Este parte componentă a Agenției Naționale a Arhivelor.